# Eribolus gracilior
Eribolus gracilior är en tvåvingeart som först beskrevs av Meijere 1918.  Eribolus gracilior ingår i släktet Eribolus och familjen fritflugor. Arten är reproducerande i Sverige. Inga underarter finns listade i Catalogue of Life.